# Расова зала
Так звана Расова зала — колишня суперечлива виставкова зона в Музеї природознавства у Відні. Існувала з 1978 по 1996 рік як частина колекції антропологічної експозиції.

## Походження
У 1952 році з нагоди міжнародного антропологічного конгресу у Віденському музеї природознавства було організовано виставку, яка демонструвала розвиток людини від Homo erectus аж до кельтів. Однак з 1959 року колекція більше не була доступна для публіки. Двадцять років по тому, 27 червня 1978 року, Йоганн Сільваші, тодішній керівник антропологічного відділу Віденського музею природознавства, відкрив «Постійну антропологічну виставку» у новому оформленні. Для відвідувачів були відкриті дві нещодавно відремонтовані музейні зали: «Зала 16» під назвою «Розвиток та становлення людства» представляла огляд сучасних знань про історію людства у 17 вітринах. Зала 17 мала назву «Людство, що живе сьогодні (Расові дослідження)» і демонструвала у 18 вітринах вражаючі фотографії відповідної раси, її поширення та «расових характеристик». В результаті відвідувачі незабаром почали називати Залу 17 «Расовою залою». Цей термін вживався у публікаціях, присвячених залі, які вийшли до теперішнього часу, що свідчить про загальну відомість цього терміну.

## Публічна критика «Расової зали»
У серпні 1993 року увага громадськості звернулася до антропологічного відділу Музею природознавства у Відні, зокрема до Зали рас. Це було викликано критичним листом британського антрополога Адама Купера до редакції британського журналу Nature. Купер засудив виставковий простір як прояв «досліджень расової спрямованості в нацистському стилі».
Приблизно в той самий час під шквал критики потрапив і Йоганн Сільваші, тодішній керівник відділу антропології та дизайнер експозиції «Расової зали». В австрійській щоденній газеті Kurier він застеріг австрійців від «змішаних шлюбів» з мігрантами, заявивши, що вони можуть призвести до «змін у генетичному складі». Австрійська партія зелених потім подала парламентський запит тодішньому відповідальному міністру науки Ергарду Бузеку. У своїй відповіді міністр погодився з партією, але втім, це ніяк не вплил на суперечливу расову виставку.
Через зростаючу громадську критику Расової зали, в середині 1990-х років було встановлено табличку, яка сповіщала про редизайн антропологічних виставкових залів, включаючи найновіші відкриття в молекулярній біології. Однак, замість редизайну, суперечливу Залу 17 було закрито у 1996 році, а Залу 16 Віденського музею природознавства також було закрито у 1999 році.

## Огляд виставки
Дебати навколо Расової зали слід розглядати на тлі зростаючих наукових сумнівів щодо поділу людства на раси наприкінці 20 століття. Сьогодні лише меншість антропологів вважає концепцію расової теорії змістовною.
В основі критики Расової зали лежала логіка планування експозиції. Виставка мала два кінці, залежно від того, з якого боку зали починалася виставка: на одному кінці стояв блондинистий швед у сорочці та піджаку, згідно з супровідним текстом; на іншому кінці — тасманієць, чий спосіб життя нагадував кам'яну добу. Супровідний текст тонко виражав євроцентричний світогляд та перевагу «нордичного ідеального типу».
Ієрархічне використання атрибутів в описах окремих рас також часто критикувалося. Наприклад, раса нордійців описувалася через наступні расові характеристики: високе, вузьке обличчя; високий, прямий ніс; та сильне підборіддя. Австралоїди, навпаки, мали грубі риси обличчя. Критики стверджували, що галерея створює враження, що існує кореляція між расою та культурою, і що людей можна класифікувати за цими ознаками.
Ще одним пунктом критики було представлення різних черепів як доказу раси. Багатьом критикам це нагадувало про часи, коли люди вважали, що вимірювання черепів може довести різницю в інтелекті (а у нацистські часи вимір черепів призводив до переслідувань).

## Вебпосилання
- Музей природознавства Відня
- Wiener Zeitung — Біологія дискримінації